# 塔尔沙漠
塔爾沙漠（英語：Thar Desert），亦稱印度大沙漠，位於印度次大陸的西北部，是一片廣袤的乾旱地帶，橫跨印度與巴基斯坦兩國，總面積達20萬平方公里（約7.7萬平方英里）。論面積，它是全球第18大的沙漠，同時也是世界第9大的炎熱亞熱帶沙漠。
塔爾沙漠有約85%的面積位於印度境內，其餘約15%則在巴基斯坦境內。這片沙漠約佔印度國土面積的4.56%。在印度的部分，超過6成的面積位於拉賈斯坦邦，其餘則延伸至古吉拉特邦、旁遮普邦和哈里亞納邦。巴基斯坦境內的塔爾沙漠延伸至信德省和旁遮普省（在旁遮普省境內的部分稱為喬利斯坦沙漠）。塔爾沙漠的北部、西部和東北部與印度河-恆河平原相鄰，南部是卡奇鹽沼，東部則以阿拉瓦利山脈為界。
在印度部分的塔爾沙漠中於2023年有項最新的古生物學發現，揭示有種生活在1.67億年前的草食性恐龍群 - 叉龍科。這不僅是印度首次發現叉龍科恐龍化石，同時也是目前全球此類化石記錄中年代最為古老的標本。

## 沙漠化歷史

### 冰河時期沙漠化
青藏高原在大約兩萬年前的末次冰盛期曾被面積約240萬平方公里（93萬平方英里）的巨大冰蓋所覆蓋。導致強烈的輻射強迫效應出現 - 表示當時青藏高原的冰層，其單位面積反射到太空的輻射能量至少是高緯度地區冰層的4倍以上，進一步冷卻當時上層的大氣，而深刻影響到這個區域的氣候。由於缺乏因地表受熱而形成的熱低壓，印度次大陸失去季風帶來的降水。此地季風缺失，讓沙哈拉地區降雨增多，塔爾沙漠則持續擴張，更多的塵埃被風吹拂，而沉積到阿拉伯海中，導致印度次大陸的生物棲息地帶海拔下降。面對這種劇烈的氣候轉變，動物也隨之反應，例如爪哇水鹿便由東南亞遷徙到印度（推測為當時的海平面較現今低約120公尺，東南亞島嶼（如蘇門答臘、爪哇、婆羅洲）與亞洲大陸之間可能形成"巽他陸棚"（Sunda Shelf），可讓讓動物往西北方向遷徙）。

### 薩拉斯瓦蒂河乾涸造成的影響

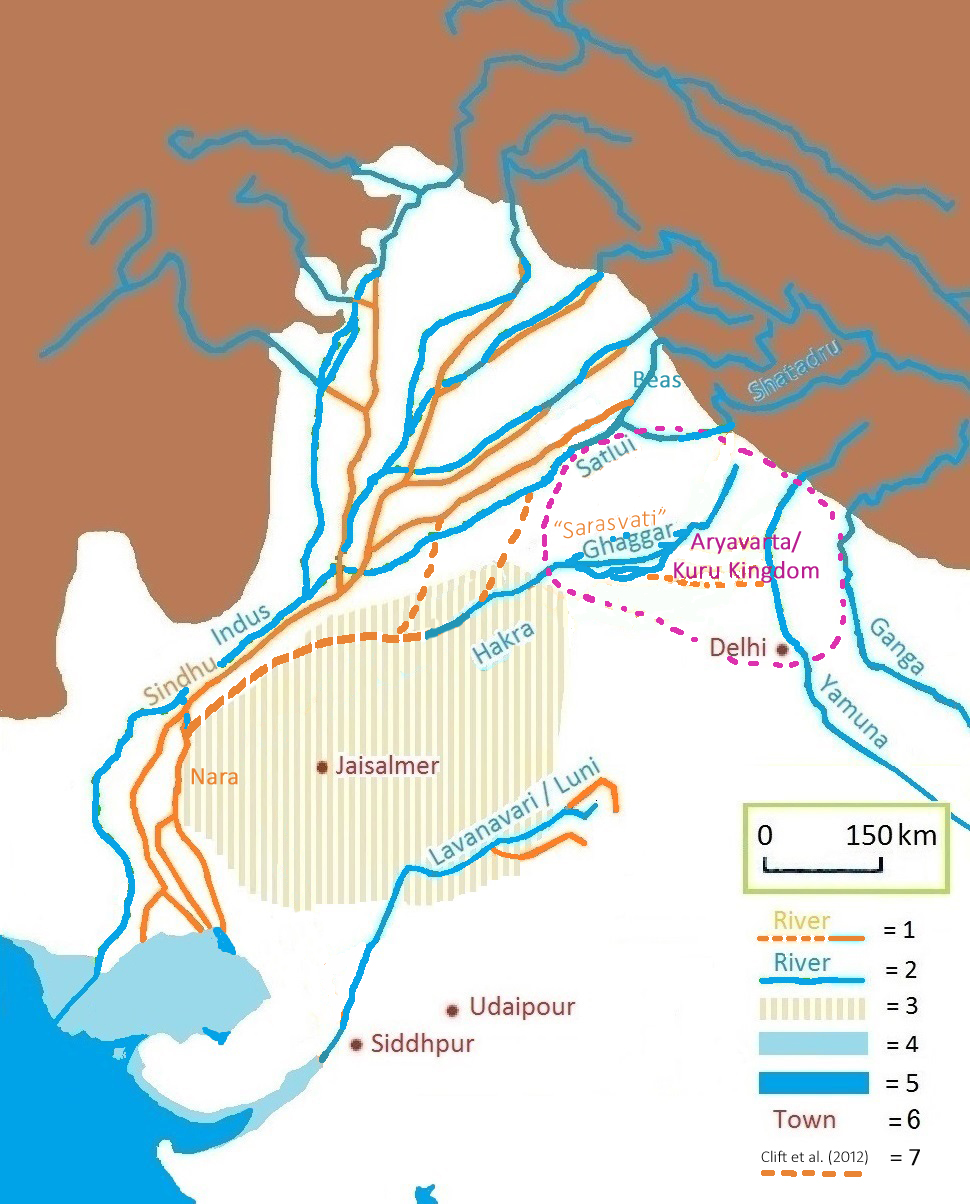
根據兩項研究 - Clift et al. (2012)和Khonde et al. (2017)所提，在吠陀時期和今日格加爾-哈克拉河的河道，以及雅利安·伐爾塔（雅利安人的神聖國土）/俱盧國，和（前）哈拉帕文明時期的哈克拉/薩特萊傑河-亞穆納河古河道。 See also this satellite image.
1 = 遠古河流
2 = 今日河流
3 = 今日塔爾沙漠
4 = 遠古海岸
5 = 今日海岸
6 = 今日的城鎮
7 = 乾涸的薩特萊傑河及前哈拉帕文化時期的薩特萊傑河古河道。 (Clift et al. (2012)).

在10,000-8,000年前，一條格加爾-哈克拉河的古河道（被認為是古老的薩拉斯瓦蒂河），在與薩特萊傑河匯流後，流入印度河的岔流（三角洲河道) - 納拉河，之後因改變河道，使得格加爾-哈克拉河成為一個由季風供水、無法流入大海，且現今成為最終流入塔爾沙漠的河流系統。
當滋養這些河流的季風大約在5,000年前進一步減弱時，印度河流域文明（IVC）在此區域蓬勃發展，沿著印度河河道興起眾多城市，如今已只剩遺址，散佈在如卡利班甘（拉賈斯坦邦）、巴納瓦利和拉吉加希（哈里亞納邦）、朵拉維拉和洛塔（古吉拉特邦）等地。
隨著季風在4,000年前更加衰退，乾涸的格加爾-哈克拉河變成間歇性河流，而導致當時繁盛的哈拉帕文明（印度河流域文明中的一支）也隨之衰落，轉變為規模較小的農業社群。

## 地理

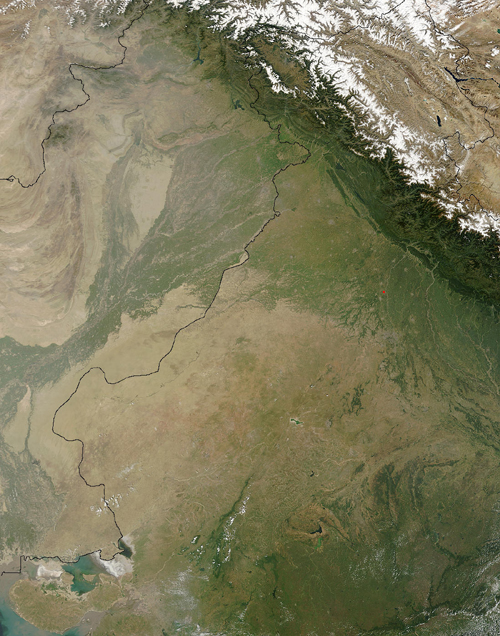
一張由美國國家航空暨太空總署（NASA）提供的塔爾沙漠衛星影像，圖中加上印度與巴基斯坦間的邊界線。

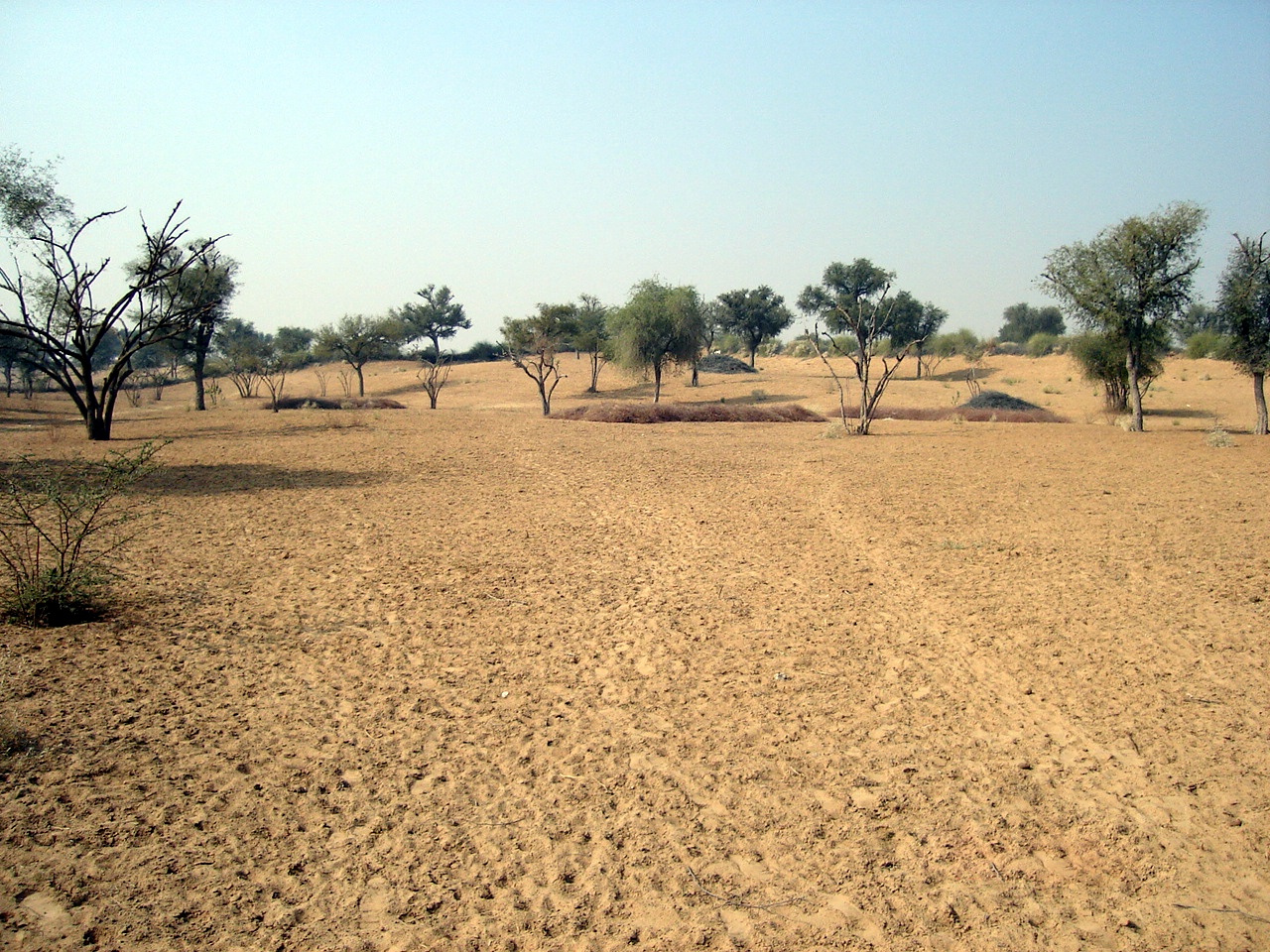
塔爾沙漠中一景。

塔爾沙漠的東北部坐落於阿拉瓦利山脈間。沙漠向北延伸至旁遮普邦和哈里亞納邦，沿海岸向南抵達卡奇鹽沼，西面和西北面則與印度河的沖積平原相接。沙漠的大部分區域由巨大的流動沙丘覆蓋，這些沙丘的沉積物主要來自沖積平原和海岸地區。由於每年季風來臨時有強風吹拂，沙子極易移動。盧尼河是沙漠中唯一的河流。年降雨量為100至500毫米（4至20英寸），幾乎所有的雨水都在6月至9月之間降下。
在塔爾沙漠境內，存在數個鹹水湖，包括在拉賈斯坦邦的桑珀爾鹽湖、庫查曼鹽湖（Kuchaman）、迪德瓦納鹽湖（Didwana）、帕奇帕德拉鹽湖和法洛迪鹽湖（Phalodi），以及古吉拉特邦的卡拉戈達鹽湖（Kharaghoda）。這些湖泊在季風季節接收並匯集雨水，而在旱季則蒸發殆盡。湖中的鹽分主要來自該地區經風化的岩石所產生。
此外，考古學家也在塔爾沙漠的中舊石器時代中期地層中發現屬於馬格里布史前阿特里文化的石製工具。

### 氣候
該地區的氣候乾旱，屬亞熱帶氣候。平均氣溫隨季節變化，冬季的極端氣溫可能接近冰點，而夏季則可能超過50°C。年平均降雨量介於100至500毫米之間，且集中在短暫的7月至9月西南季風期間。
塔爾沙漠同時擁有非常乾燥的區域（西部的馬魯斯塔里地區（Marusthali region））和半沙漠區域（東部），後者的沙丘較少，降水量也稍微多一些。

### 沙漠化防治

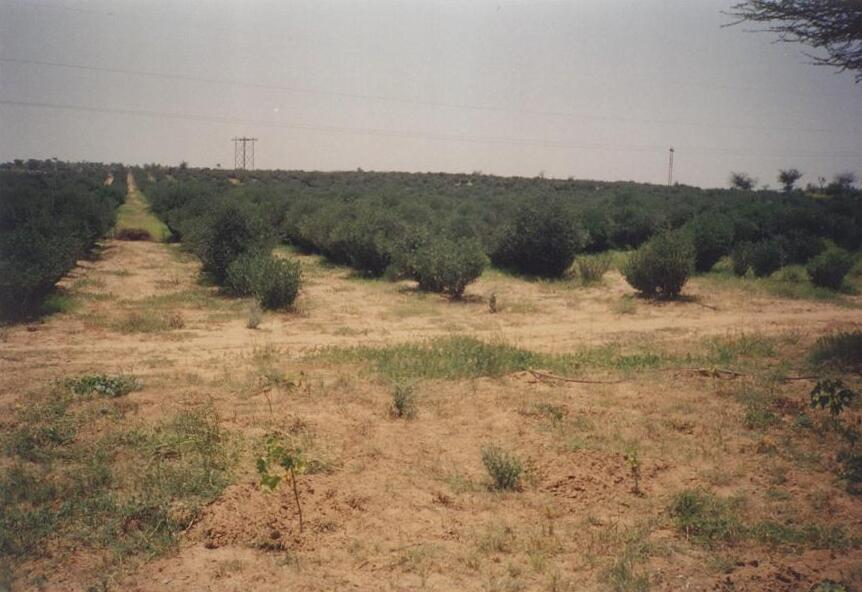
在沙卡瓦蒂地區的法塔赫布爾種植荷荷巴樹來綠化沙漠。

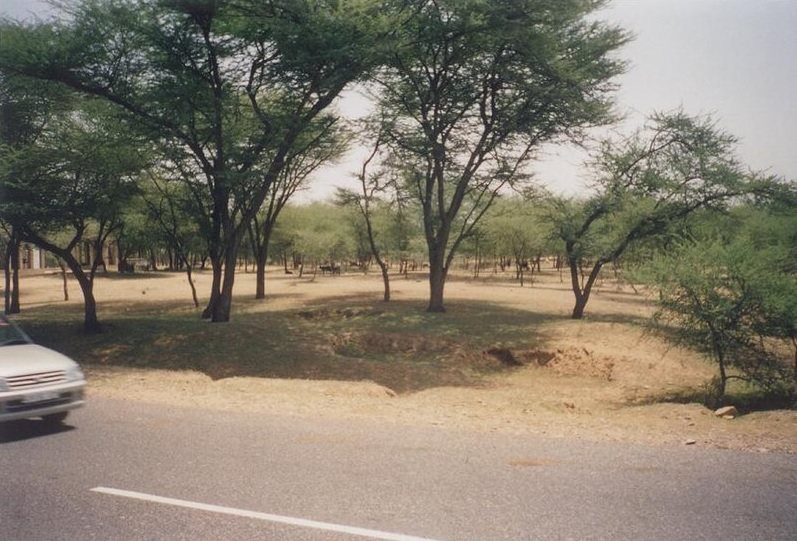
在拉奇芒格阿爾鎮附近，以種植扭莢金合歡來控制流動的沙丘。

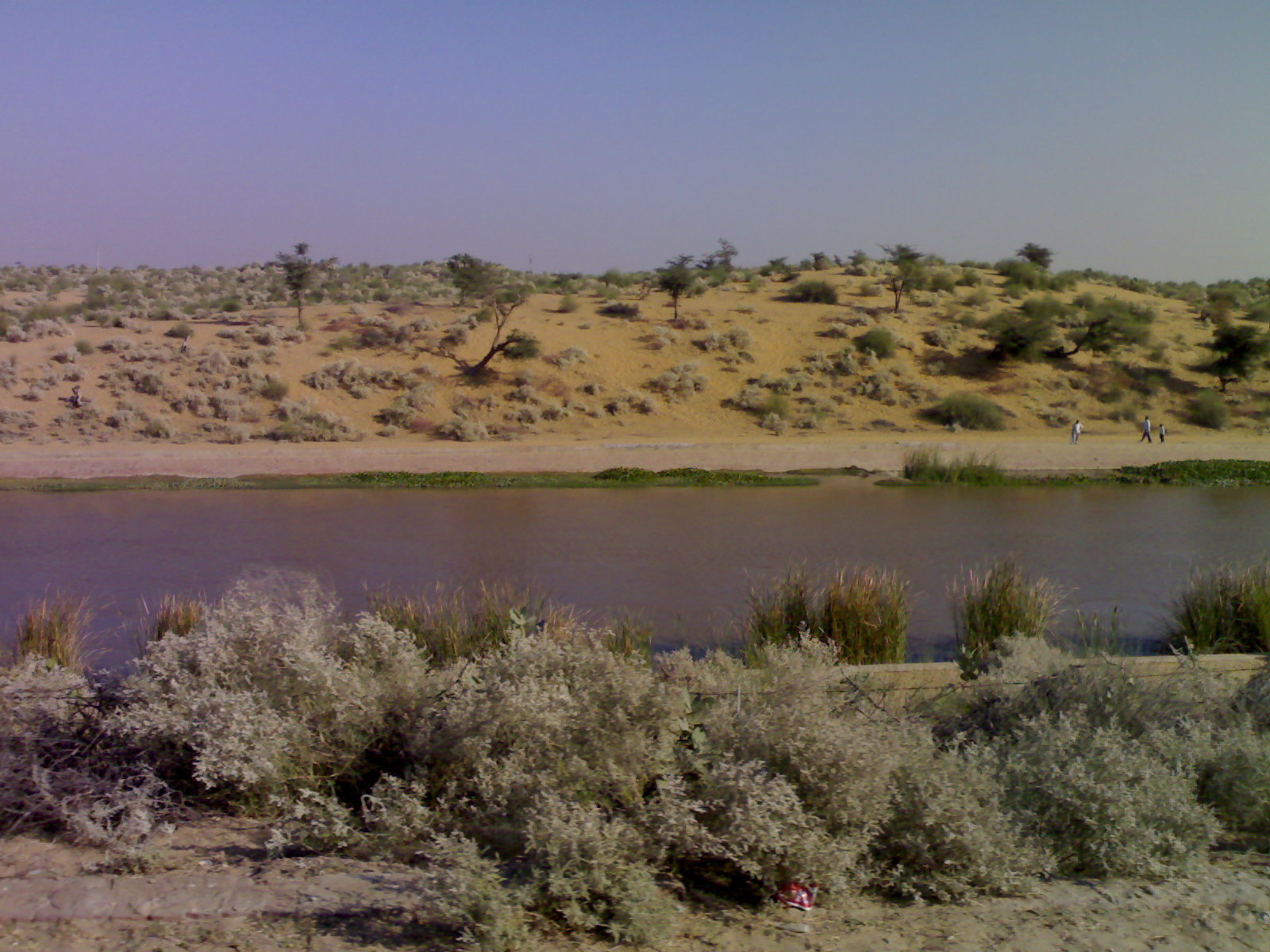
流經拉賈斯坦邦比卡內爾縣薩塔薩村附近沙漠地區的英迪拉·甘地運河 。

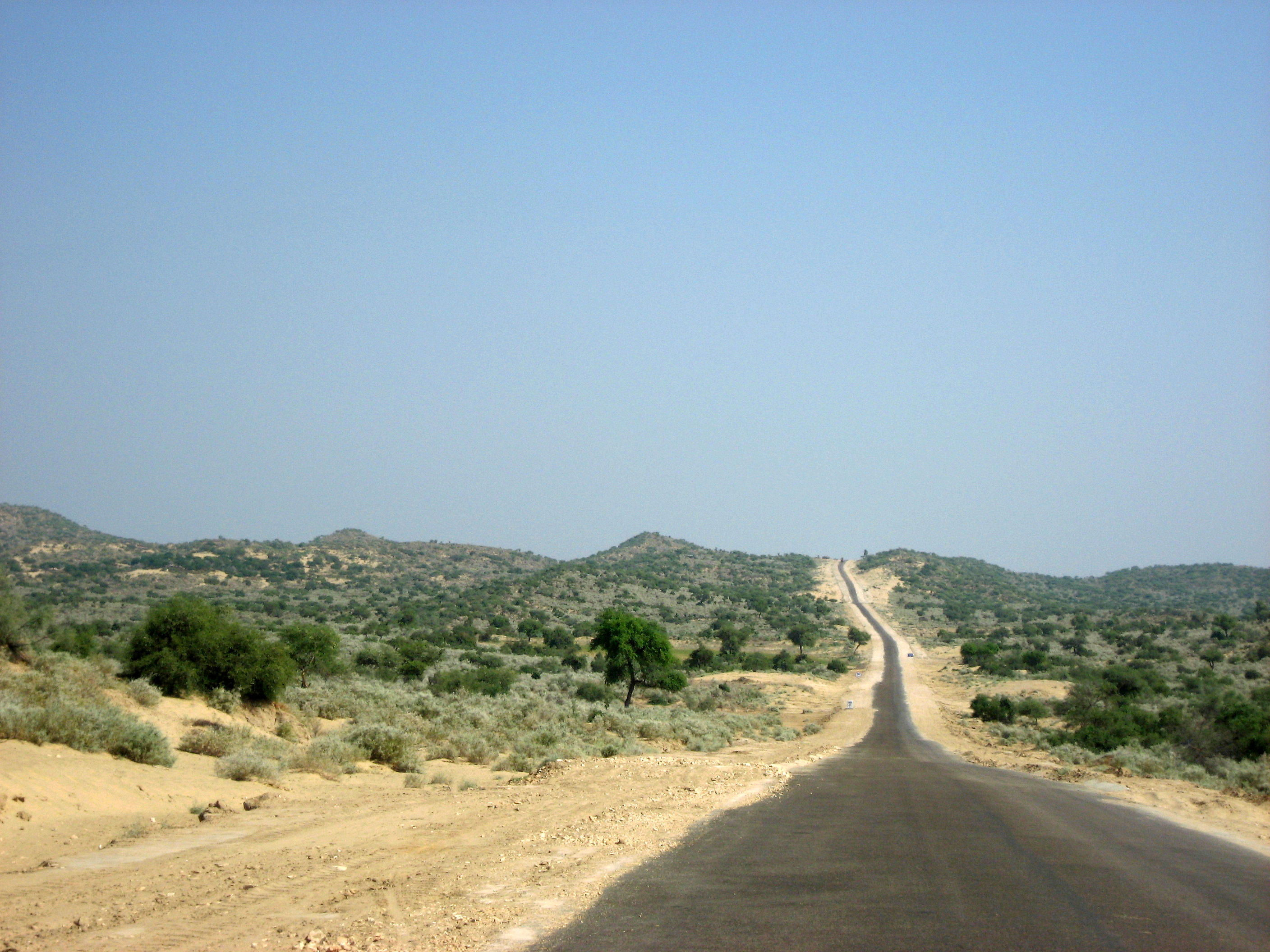
塔爾沙漠因嚴峻的天氣條件而少有公路。此圖顯示的是一條位於巴基斯坦信德省塔帕卡縣的道路。

由於塔爾沙漠的土壤常年乾燥，極易發生風蝕。強勁的風力會將沙漠表土吹往他處，部分沉積在周邊的沃土中，同時也讓沙漠內部的沙丘不斷遷移。為解決這個問題，穩定沙丘的首要措施是利用灌木等材料構築微型防風林，接著再對這些有屏障的沙丘進行植樹造林 - 栽種灌木（例如虎刺、耳葉決明和蓖麻）以及樹木（例如阿拉伯膠樹、銀合歡和大葉合歡）。此外有全長649公里的英迪拉·甘地運河，也為塔爾沙漠帶來淡水資源。這項水利工程的主要目標是遏制沙漠向肥沃區域擴張。

### 沙漠中的保護區
塔爾沙漠中設置有數個保護區：
- 印度部分：
  - 沙漠國家公園（英语：Desert National Park），位於拉賈斯坦邦，佔地3,162平方公里（1,221平方英里），用來展現塔爾沙漠的生態系統，[20]園內有44個村莊。[21]其多樣的動物群包括如南亞鴇（Chirotis nigricaps）、印度黑羚、印度瞪羚、狐狸、孟加拉狐、狼和獰貓。阿卡爾木化石公園（英语：Akal Wood Fossil Park）中具有的貝殼和巨大的石化樹幹，保留有沙漠的地質歷史。
  - 塔爾查帕爾保護區（英语：Tal Chhapar Sanctuary），佔地7平方公里（2.7平方英里），是一個重要的鳥類保護區。[21]位於拉賈斯坦邦謝加瓦蒂地區（Shekhawati region）的久魯縣，距離齋浦爾210公里（130英里）。這個保護區是大量印度黑羚、狐狸、獰貓、鷓鴣和沙雞科的棲息地。
  - 松達瑪塔保護區（Sundha Mata Conservation Reserve ），佔地117.49平方公里（45.36平方英里），位於拉賈斯坦邦的賈洛爾縣。[22]
- 巴基斯坦部分：
  - 納拉沙漠野生動物保護區（英语：Nara Desert Wildlife Sanctuary），面積達6,300平方公里（約2,400平方英里）。[23]坐落於米爾布爾哈斯縣，[24]是巴基斯坦境內瀕危沼澤鱷的主要棲息地。[24]
  - 卡奇鹽沼野生動物保護區（英语：Rann of Kutch Wildlife Sanctuary），位於巴丁縣，不僅是重要的鳥類棲息地，也是受到《拉姆薩爾公約》保護的濕地。這裡孕育著豐富的生物種類，包括30種哺乳動物、112種鳥類、20種爬行動物，以及22種重要的植物。[25]
  - 拉爾蘇漢拉生物圈保護區暨國家公園（英语：Lal Suhanra Biosphere Reserve），是經聯合國教科文組織（UNESCO）認定的生物圈保護區，[26]其範圍涵蓋塔爾大沙漠喬利斯坦地區，總面積達65,791公頃（約254.02平方英里）。[27]

## 生物多樣性

### 動物群
塔爾沙漠相較於印度其他地區，反成為某些迅速消逝野生動物的重要棲息地，例如印度黑羚（Antilope cervicapra）、印度瞪羚（Gazella bennettii），以及庫奇濕地的印度野驢（Equus hemionus khur）等，其數量相當可觀。這或許與牠們高度適應沙漠環境有關：相較於其他地區的同類，這些的體型較小且多為夜行性。此外，此地的草原轉為農田的速度相對較慢，以及當地比什諾伊人社群對當地動物積極保護，也可能是促成牠們能繁衍的原因。
塔爾沙漠中還棲息有其他哺乳動物，包括赤狐的一個亞種（Vulpes vulpes pusilla）和獰貓，以及種類繁多的爬行動物。
塔爾沙漠是141種遷徙性和本地沙漠鳥類的重要棲息地，其中包括各種猛禽，如鷂、隼、鵟（buzzard）、紅隼和禿鷲，以及短趾雕（Circaetus gallicus）、草原雕（Aquila rapax）、花雕（Aquila clanga）和印度獵隼（Falco jugger）等鳥種。
藍孔雀則是塔爾地區常見的留鳥。這種鳥類是印度的國鳥和巴基斯坦旁遮普省的省鳥，人們經常可以在村落中的印度國樹（菩提樹）上看到牠們優雅的身影。
此外，被列為極度瀕危的南亞鴇（Ardeotis nigriceps），是世界上體型最龐大的飛行鳥類之一，也以拉賈斯坦邦的塔爾沙漠中為家，牠們偏好開闊的草原和半乾旱地帶。
- 一隻在菩提樹上的孔雀
- 正在吃 洽帕提（印度薄餅） 碎片的孔雀（信德省塔帕卡縣）。
- 印度黑羚（雄性與雌性）
- 分佈於塔爾沙漠各處的印度瞪羚。

### 植物群

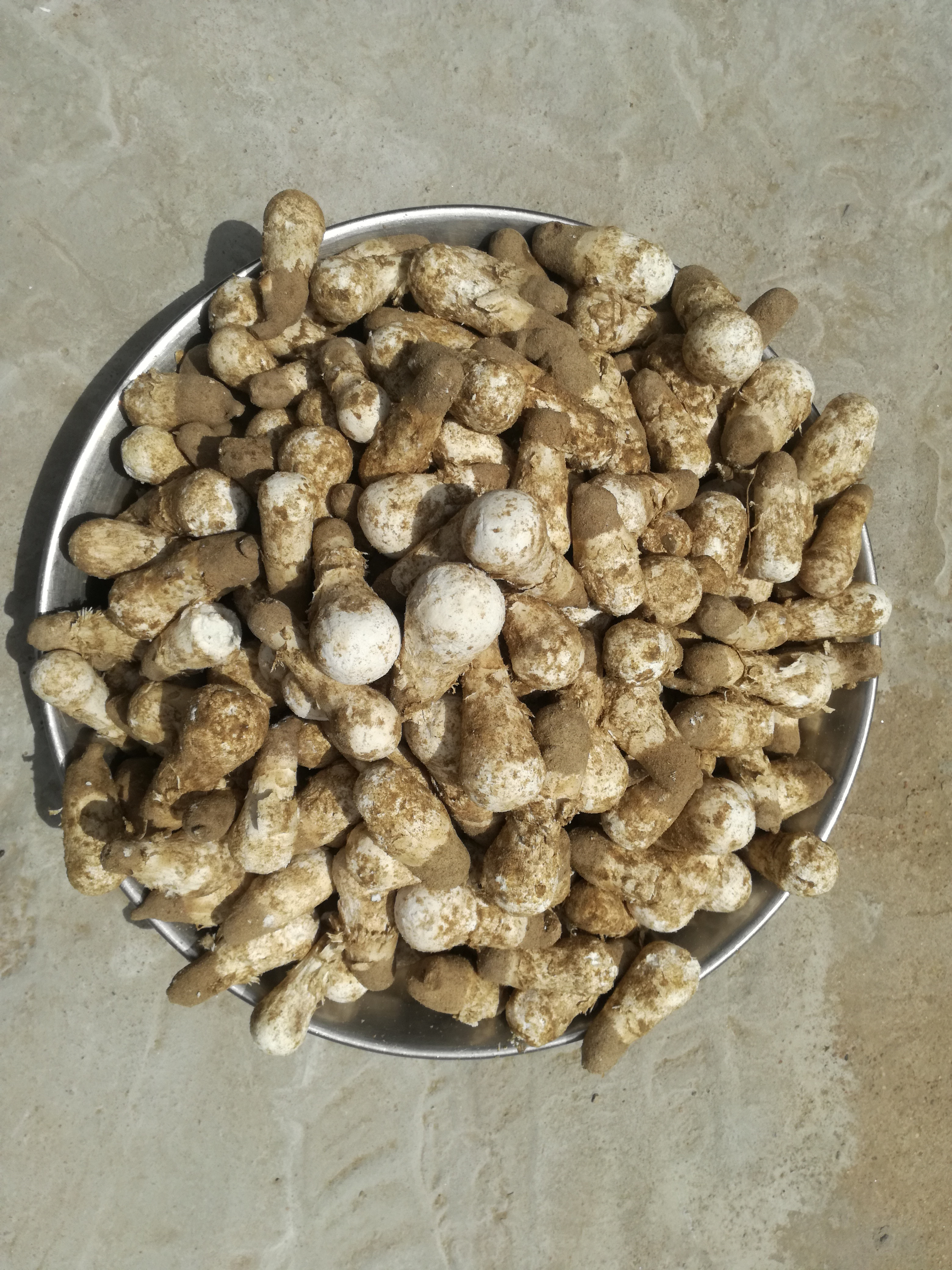
巴基斯坦塔帕卡縣當地所產的蘑菇（khumbi) 。

印度聖樹。

這個乾燥地區的天然植被被歸類為西北部荊棘灌叢林（即稀疏散落的小片綠地）。這些綠地的密度和大小從西向東，隨著降雨量的增加而增加。塔爾沙漠的主要植被由喬木、灌木和多年生植物組成，包括：
- 喬木和灌木：如白花牛角瓜（英语：Calotropis procera）、刺山柑、沒藥樹等數十種
- 草本植物和草：如雙花蒺藜草（英语：Cenchrus biflorus）、狗牙根、蒺藜等數十種

當地特有的植物物種有沙拐棗、印度聖樹、阿拉伯金合歡 、無葉檉柳和雙花蒺藜草。

## 居民
塔爾人是此地區的原住民。塔爾沙漠是世界上人口最稠密的沙漠，人口密度為每平方公里83人。在印度部分，居民中有印度教徒、耆那教徒、錫克教徒和穆斯林。在巴基斯坦部分，居民有穆斯林和印度教徒。
拉賈斯坦邦的人口中約有40%居住在塔爾沙漠。住這裡的居民主要從事農業和畜牧業。
久德浦是該地區的最大城市，位於沙漠邊緣的灌叢林地帶。比卡內爾和傑伊瑟爾梅爾是完全位於沙漠中的兩個最大城市。

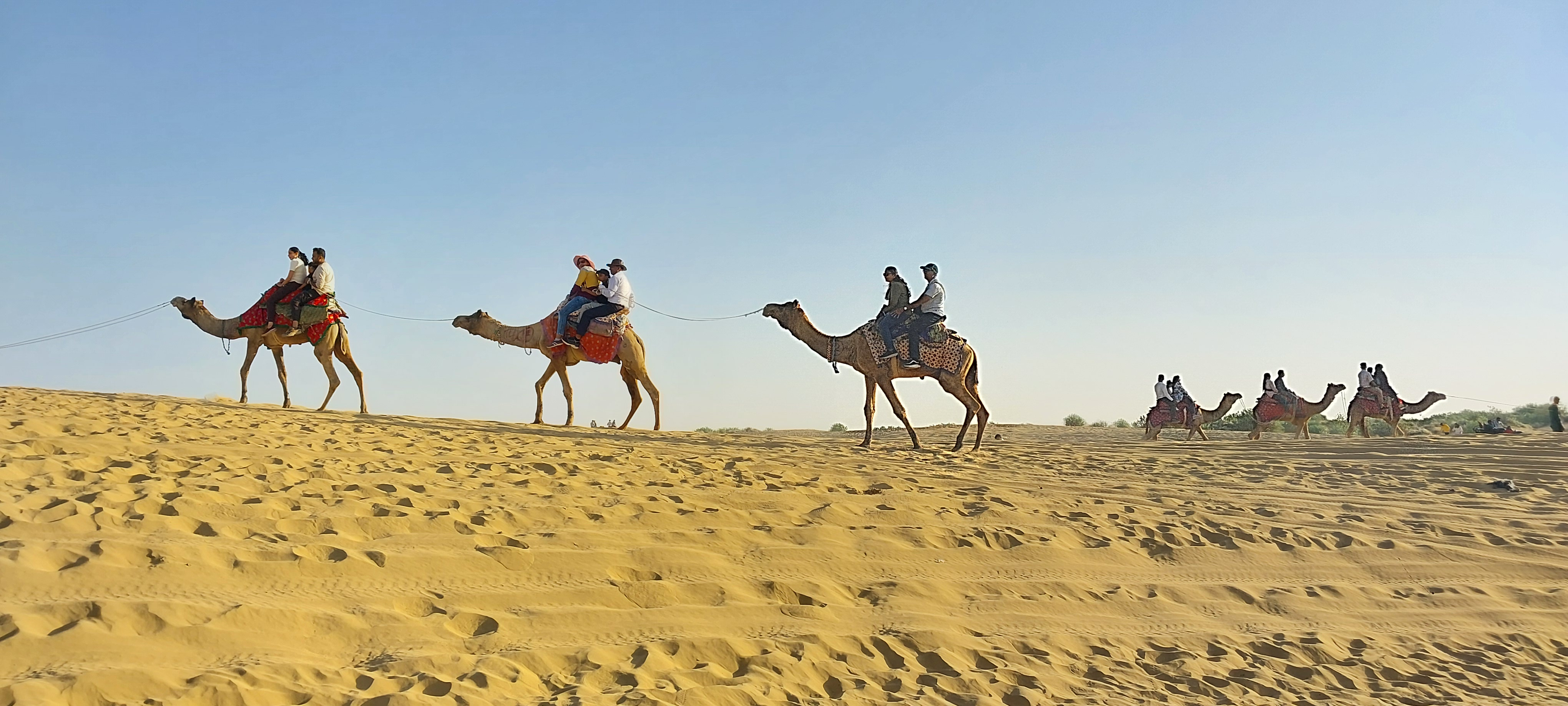
在塔爾沙漠參與生態旅遊中的騎駱駝活動。

- 一位在馬爾瓦爾（英语：Marwar）的加迪亞·洛哈爾（英语：Gadia Lohar）遊居部落女孩正在準備餐點。
- 塔爾沙漠的牧羊人。
- 在印度傑伊瑟爾梅爾附近的沙漠部落。

### 沙漠中的水資源與住房
動植物和人類在真正的沙漠地帶仰賴小型且分散的水塘維生，這些水塘有些是天然的（稱為 "tobas"），有些則是人工挖掘的（稱為"johad"）。 塔爾沙漠普遍存在水源不足的問題，居民的生活深受其影響，並迫使許多人轉向遊居的生活方式。 多數永久性的人類聚落則集中在卡龍賈爾山一帶的兩條季節性河流附近。 此外，塔爾沙漠的地下水資源也相當匱乏，而且由於其中溶解有礦物質，多半帶有鹹味，難以飲用。 可供飲用的淡水，主要僅存在於地底深處。 因此，一旦有人成功挖出水質甘甜的井，往往會吸引人們前往定居。然而，鑿井工程既艱鉅又危險，時常造成人員傷亡。
部分區域會有較高的人口密度，居住空間擁擠是常見的現象。
- 塔爾沙漠中的茅草小屋
- 人工挖掘，稱為Johad的水塘是沙漠中常見的水源
- 當地用於儲存飲用水的水槽

## 經濟

### 農業
塔爾沙漠是世界上人口密度最高的沙漠地區之一，農業和畜牧業是當地居民的主要生計來源。
該地區的農業生產以夏季種植的卡里夫作物（又稱雨季作物或秋季作物）為主，這些作物於6月和7月播種，9月和10月採收，包括有小米、豆類（如瓜爾豆）、高粱、玉米、芝麻和花生。
此外，拉賈斯坦邦的塔爾地區也是重要的鴉片產地和消費地。
- 種子可供食用的御穀是沙漠中重要的卡里夫作物之一。
- 於拉加斯坦邦斯里根加訥格爾縣一村莊種植的芥菜。

### 牲畜
- 源自巴基斯坦信德省塔帕卡縣的塔帕卡牛（英语：Tharparkar cattle），自第一次世界大戰開始後廣受歡迎。[37]
- 塔爾沙漠中居民畜養的牛隻

### 農林業

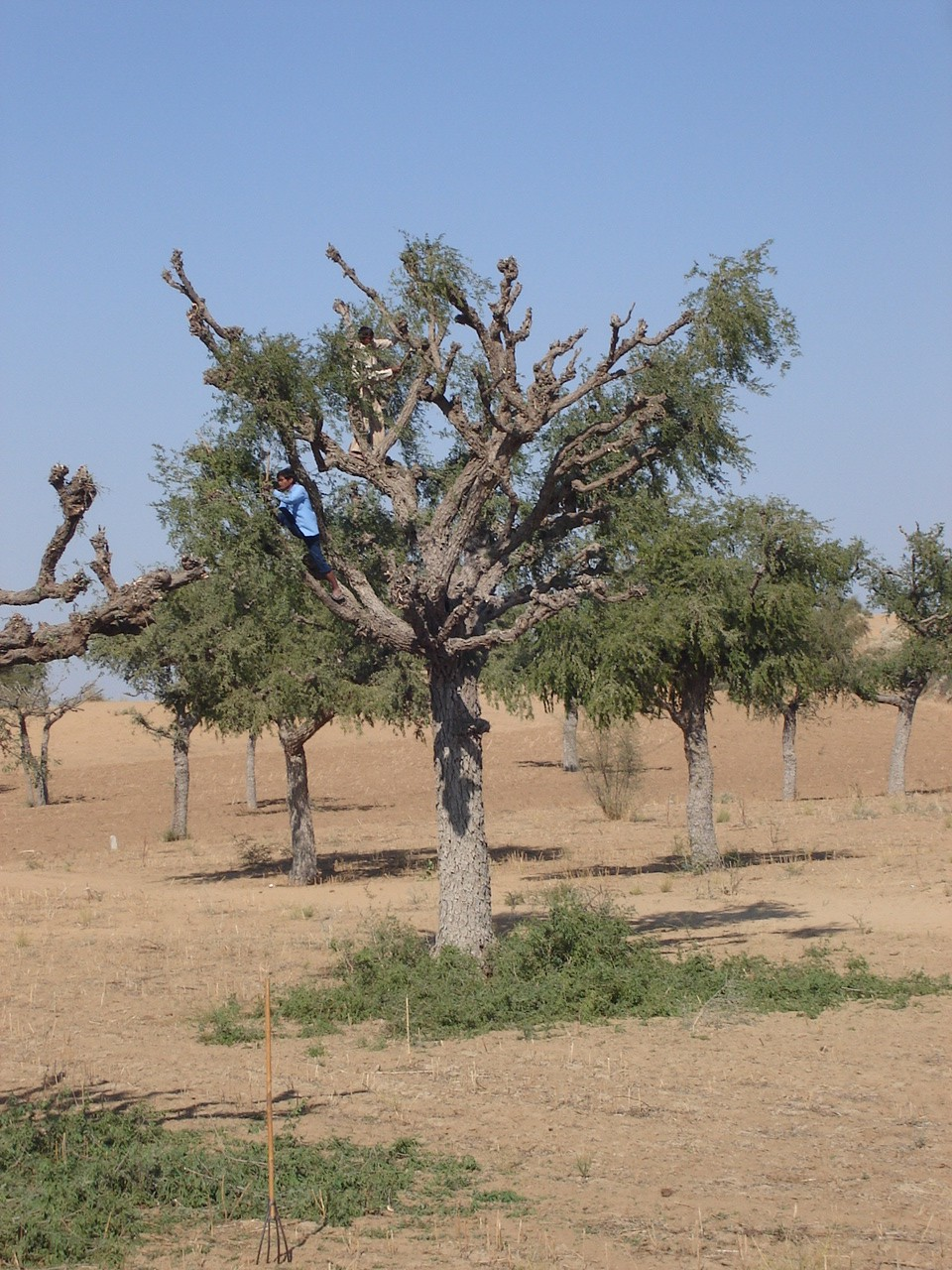
在哈爾薩瓦村的當地人修剪印度聖樹，以取得動物飼料和燃料。

報告指出印度聖樹 (P. cineraria) 的木材具有很高的熱值，是優質的薪柴來源。修剪下來的樹枝非常適合用作圍籬材料。其根部還能促進固氮作用，而提高農作物的產量。

在哈爾薩瓦村的波斯黃鐘花樹。

### 生態旅遊
在傑伊瑟爾梅爾一帶，騎乘駱駝進行沙漠探險的行程日益盛行。國內外遊客紛紛來到這片沙漠，展開為期一至數天的駱駝探險之旅。這種生態旅遊產業發展蓬勃，服務範圍廣泛，從較經濟實惠的背包客徒步行程，到提供盛宴和文化表演等活動的豪華阿拉伯之夜風格營地，應有盡有。遊客透過這些旅程得以親身體驗塔爾沙漠獨特而脆弱的生態系統之美。這類旅遊活動不僅為傑伊瑟爾梅爾的業者和駱駝主人帶來可觀收入，也為鄰近沙漠村莊的駱駝嚮導創造許多就業機會。此外，世界各地的遊客也慕名前來，希望一睹每年一度的普什卡市集的盛況，以及沙漠綠洲的風采。
- 參與生態旅遊活動者在近傑伊瑟爾梅爾沙漠中的騎駱駝活動。
- 塔爾沙漠的日出。

### 工業
印度政府分別於1955年和1956年在傑伊瑟爾梅爾地區啟動石油探勘計畫，而印度石油有限公司則在1988年於該地區的盆地發現有天然氣的蘊藏。

## 歷史
在傑伊瑟爾梅爾的沙漠國家公園，擁有豐富的收藏，包括近1.8億年前的古老動植物化石。
傑伊瑟爾梅爾土邦的歷史，與曾統治廣大領域的巴蒂王朝密不可分。巴蒂王朝的勢力範圍，從現今的阿富汗加茲尼，擴展到現今巴基斯坦的錫亞爾科特、拉合爾和拉瓦爾品第，以及現今印度的巴廷達和赫努曼格爾等區域。因為來自中亞的入侵持續不斷，巴蒂王朝逐漸走向衰亡。根據著名的印度歷史學家薩蒂什·錢德拉的說法，有個領土包括有阿富汗及印度土地的印度沙希王朝為終止加茲尼突厥統治者發動的擄人為奴襲擊，曾與木爾坦的巴蒂王朝建立同盟，但這個聯盟在公元977年被加茲尼王朝奠基人阿爾普特勤所破壞。在此之後，巴蒂王朝的領地不斷向南遷移，他們先是統治木爾坦，最後被迫退守喬里斯坦沙漠和傑伊瑟爾梅爾。巴蒂王朝統治者拉瓦爾·德瓦拉賈（Rawal Devaraja）在此建設德拉瓦爾（Dera Rawal / Derawar） 這個地名後來演變成德拉瓦堡。傑伊瑟爾梅爾土邦的創始者拉瓦爾·齋沙爾於1156年將傑伊瑟爾梅爾設為新都，土邦名稱也以這個新都為名。
傑伊瑟爾梅爾土邦於1818年12月11日經由英國設置的拉傑普塔納代理機構管理而成為其保護國。
由於土邦長久以來的收入主要仰賴向經過此地的商隊徵稅，但自從孟買崛起成為主要港口，海上貿易大幅取代傳統的陸路貿易路線後，土邦的經濟便遭受嚴重衝擊。兩位統治者馬哈拉瓦爾·蘭吉特·辛格（Maharawals Ranjit Singh）和拜里·薩爾·辛格（Bairi Sal Singh）曾試圖力挽狂瀾，扭轉頹勢，但土邦的經濟狀況仍持續惡化。雪上加霜的是在馬哈拉瓦爾·薩利瓦漢·辛格（Maharawal Salivahan Singh）統治期間 - 當地於1895年至1900年間發生過嚴重的旱災，進而導致大規模饑荒，導致邦內賴以為生的牲畜大量死亡，對於本已衰弱的經濟更是雪上加霜。
印度於1947年脫離英國統治，宣佈獨立。當時土邦的統治者馬哈拉瓦爾·賈瓦希爾·辛格（Maharawal Jawahir Singh）是率先簽署加入書，同意加入聯邦的統治者之一。印度聯邦於1956年設立拉賈斯坦邦，在邦內的所有王室均失去主權，但享有王室年金。印度議會最終於1970-71年決議，停止支付此種王室年金。

### 印巴衝突
印巴兩國間自印度於1947年獨立以來，共發生過6次較具規模的武裝衝突（包括2025年4月22日在印控克什米尔地区帕哈尔加姆附近在发生的袭击游客事件。印度和巴基斯坦在雙方克什米爾邊界的實質控制線上爆發小規模衝突和外交危機。）。
在1971年發生的第三次印巴戰爭中，有一場頗為激烈的隆格瓦拉戰役，就發生於塔爾沙漠印度部分的邊境城鎮隆格瓦拉。印軍以寡擊眾，成功抵擋巴軍裝甲兵部隊的夜襲。儘管印軍初期損失慘重，但在空軍支援下，最終擊退巴軍，阻止其深入印度境內。印軍憑藉防守的優勢，得以對巴基斯坦軍隊造成重大打擊，導致200名士兵喪生，36輛坦克被摧毀或遺棄，以及額外500輛車輛損失。
印度與巴基斯坦於1965年和1971年在塔爾沙漠地區進行人口互換。約有3,500名穆斯林從印度控制的塔爾區域遷往巴基斯坦控制的區域，同時也有數千名印度教家庭自巴基斯坦控制的塔爾區域遷至印度控制的區域。

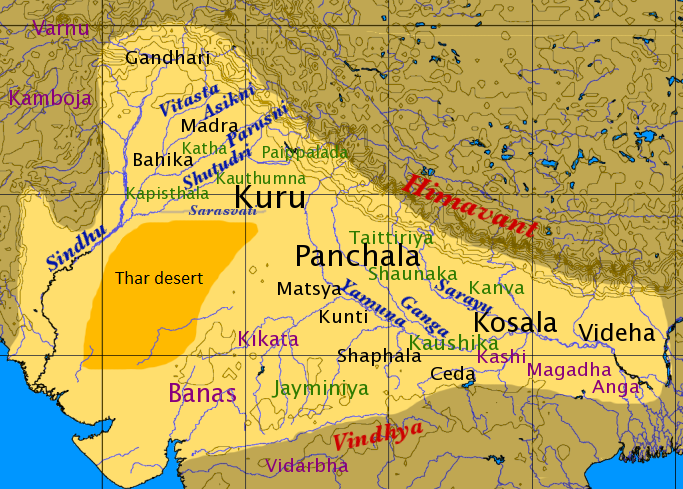
吠陀時期（鐵器時代）的塔爾沙漠（橙色部分）位置。

## 參見

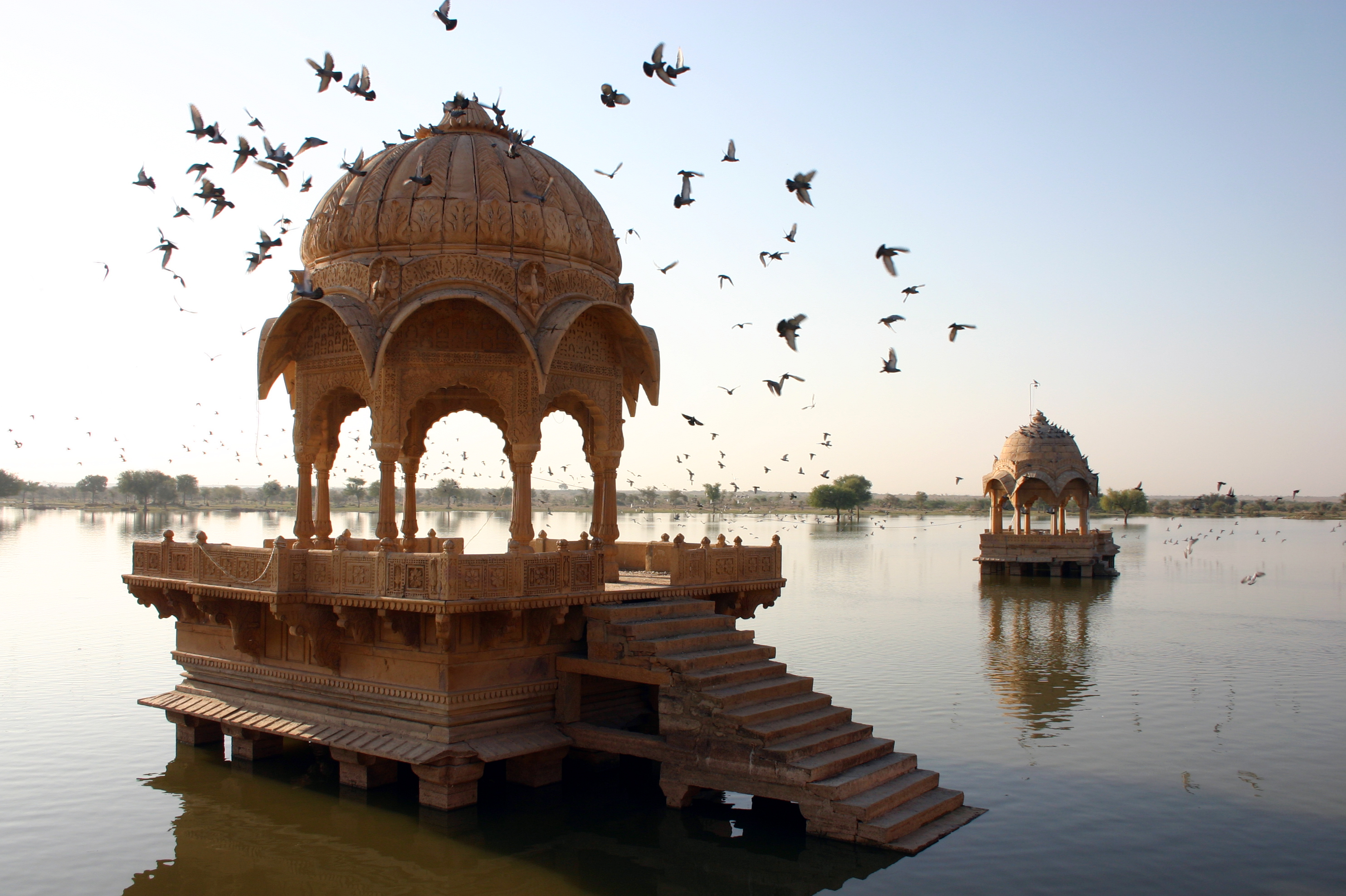
於傑伊瑟爾梅爾的小村莊阿瑪爾·薩加爾（Amar Sagar）,有"金色城市"之稱。

## 註記
1. ↑  See Clift et al. (2012) map and Honde te al. (2017) map.
2. ↑  In contrast to the mainstream view, Chatterjee et al. (2019) suggest that the river remained perennial till 4,500 years ago.
3. ↑  Giosan et al. (2012):
  - "Contrary to earlier assumptions that a large glacier-fed Himalayan river, identified by some with the mythical Sarasvati, watered the Harappan heartland on the interfluve between the Indus and Ganges basins, we show that only monsoonal-fed rivers were active there during the Holocene."
  - "Numerous speculations have advanced the idea that the Ghaggar-Hakra fluvial system, at times identified with the lost mythical river of Sarasvati (e.g., 4, 5, 7, 19), was a large glacier fed Himalayan river. Potential sources for this river include the Yamuna River, the Sutlej River, or both rivers. However, the lack of large-scale incision on the interfluve demonstrates that large, glacier-fed rivers did not flow across the Ghaggar-Hakra region during the Holocene
  - "The present Ghaggar-Hakra valley and its tributary rivers are currently dry or have seasonal flows. Yet rivers were undoubtedly active in this region during the Urban Harappan Phase. We recovered sandy fluvial deposits approximately 5;400 y old at Fort Abbas in Pakistan (SI Text), and recent work (33) on the upper Ghaggar-Hakra interfluve in India also documented Holocene channel sands that are approximately 4;300 y old. On the upper interfluve, fine-grained floodplain deposition continued until the end of the Late Harappan Phase, as recent as 2,900 y ago (33) (Fig. 2B). This widespread fluvial redistribution of sediment suggests that reliable monsoon rains were able to sustain perennial rivers earlier during the Holocene and explains why Harappan settlements flourished along the entire Ghaggar-Hakra system without access to a glacier-fed river."

Valdiya (2013) dispute this, arguing that it was a large perennial river draining the high mountains as late as 3700–2500 years ago. Giosan et al. (2013) have responded to, and rejected, Valdiya's arguments.

### 網頁
1. ↑  Mythical Saraswati River, Press Information Bureau, Government of India,  2013-03-20.的存檔，存档日期2016-10-09.

## 資訊來源
- Chatterjee, Anirban; Ray, Jyotiranjan S.; Shukla, Anil D.; Pande, Kanchan. . Scientific Reports. 20 November 2019, 9 (1): 17221. Bibcode:2019NatSR...917221C. ISSN 2045-2322. PMC 6868222 . PMID 31748611. doi:10.1038/s41598-019-53489-4 （英语）.
- Clift, Peter D.; Carter, Andrew; Giosan, Liviu; Durcan, Julie;  et al, , Geology, 2012, 40 (3): 211–214, Bibcode:2012Geo....40..211C, S2CID 130765891, doi:10.1130/g32840.1
- Giosan;  et al. . PNAS. 2012, 109 (26): E1688–E1694. Bibcode:2012PNAS..109E1688G. PMC 3387054 . PMID 22645375. doi:10.1073/pnas.1112743109 .
- Giosan, Liviu; Clift, Peter D.; Macklin, Mark G.; Fuller, Dorian Q. . Current Science. 10 October 2013, 105 (7): 888–890. JSTOR 24098502.
- Khonde, Nitesh; Kumar Singh, Sunil; Maur, D. M.; Rai, Vinai K.; Chamyal, L. S.; Giosan, Liviu, , Scientific Reports, 2017, 7 (1): 5476, Bibcode:2017NatSR...7.5476K, PMC 5511136 , PMID 28710495, doi:10.1038/s41598-017-05745-8
- Maemoku, Hideaki; Shitaoka, Yorinao; Nagatomo, Tsuneto; Yagi, Hiroshi. . Giosan, Liviu; Fuller, Dorian Q.; Nicoll, Kathleen; Flad, Rowan K.; Clift, Peter D.  (编). . American Geophysical Union Monograph Series 198. John Wiley & Sons. 2013. ISBN 978-1-118-70443-1.
- Sankaran, A. V. . Current Science. 25 October 1999, 77 (8): 1054–1060. JSTOR 24103577. （原始内容存档于19 September 2004）.
- Singh, Ajit;  et al. . Nature Communications. 2017, 8 (1): 1617. Bibcode:2017NatCo...8.1617S. PMC 5705636 . PMID 29184098. doi:10.1038/s41467-017-01643-9.
- Valdiya, K.S.  (PDF). Current Science. 2013, 104 (1): 42.

## 延伸閱讀
- Bhandari M. M. Flora of The Indian Desert, MPS Repros, 39, BGKT Extension, New Pali Road, Jodhpur, India.
- Zaigham, N. A. (2003). "Strategic sustainable development of groundwater in Thar Desert of Pakistan". Water Resources in the South: Present Scenario and Future Prospects, Commission on Science and Technology for Sustainable Development in the South, Islamabad.
- Govt. of India. Ministry of Food & Agriculture booklet (1965)—"Soil conservation in the Rajasthan Desert"—Work of the Desert Afforestation Research station, Jodhpur.
- Gupta, R. K. & Prakash Ishwar (1975). Environmental analysis of the Thar Desert. English Book Depot., Dehra Dun.
- Kaul, R. N. (1967). "Trees or grass lands in the Rajasthan: Old problems and New approaches". Indian Forester, 93: 434–435.
- Burdak, L. R. (1982). "Recent Advances in Desert Afforestation". Dissertation submitted to Shri R. N. Kaul, Director, Forestry Research, F.R.I., Dehra Dun.
- Yashpal, Sahai Baldev, Sood, R.K., and Agarwal, D.P. (1980). "Remote sensing of the 'lost' Saraswati river". Proceedings of the Indian Academy of Sciences (Earth and Planet Science), V. 89, No. 3, pp. 317–331.
- Bakliwal, P. C. and Sharma, S. B. (1980). "On the migration of the river Yamuna". Journal of the Geological Society of India, Vol. 21, Sept. 1980, pp. 461–463.
- Bakliwal, P. C. and Grover, A. K. (1988). "Signature and migration of Sarasvati river in Thar desert, Western India". Record of the Geological Survey of India V 116, Pts. 3–8, pp. 77–86.
- Rajawat, A. S., Sastry, C. V. S. and Narain, A. (1999-a). "Application of pyramidal processing on high resolution IRS-1C data for tracing the migration of the Saraswati river in parts of the Thar desert". in "Vedic Sarasvati, Evolutionary History of a Lost River of Northwestern India", Memoir Geological Society of India, Bangalore, No. 42, pp. 259–272.
- Ramasamy, S. M. (1999). "Neotectonic controls on the migration of Sarasvati river of the Great Indian desert". in "Vedic Sarasvati, Evolutionary History of a Lost River of Northwestern India", Memoir Geological Society of India, Bangalore, No. 42, pp. 153–162.
- Rajesh Kumar, M., Rajawat, A. S. and Singh, T. N. (2005). "Applications of remote sensing for educidate the Palaeochannels in an extended Thar desert, Western Rajasthan", 8th annual International conference, Map India 2005, New Delhi.

## 外部連結
- Template:Wikivoyage inline
- . 陸地生態區. 世界野生動物基金會.
- Dharssi.org.uk, Photos of the Thar Desert
- Avgustin.net, Photos of the Thar Desert in Pakistan side

Template:Geography of India
Template:Geography of Pakistan
Template:Sindh topics